# Penapalan
Penapalan is een bestuurslaag in het regentschap Tebo van de provincie Jambi, Indonesië. Penapalan telt 2150 inwoners (volkstelling 2010).